# Apeiron
Apeiron (Oudgrieks: ἄπειρον) is een begrip komt uit de presocratische natuurfilosofie en werd voor het eerst gebruikt door Anaximander van Milete (ca. 610-546 v.Chr.). Zijn filosofie is slechts fragmentarisch bekend via andere schrijvers. Letterlijk betekent a-peiron 'zonder grens, begrenzing'. Aristoteles (Fysica, 203b7, De Caelo, 303b10), Theophrastus en Simplicius (Fysica 24, 13) interpreteerden het woord als 'oneindig'. Mogelijk doelde Anaximander zelf echter op 'zonder bepaling' oftewel 'het onbepaalde'. De oermaterie (archè) is ongedifferentieerd en zonder innerlijke verdeelbaarheid. De materie waaruit de kosmos is ontstaan, is dan onbepaald. Een andere mogelijkheid is dat voor Anaximander de ruimte aanvankelijk onbepaald was, en kon die dus niet geïdentificeerd worden met elementen die andere presocraten als oersubstantie aanduidden: vuur, water en lucht. Anaximanders apeiron suggereert onbegrensde omvang en duur, en dus een allesbevattend karakter en goddelijke onsterfelijkheid.
Een van de weinige, moeilijk interpreteerbare fragmenten die van Anaximander zijn overgeleverd, gaat juist over dit begrip. In de beroemde vertaling van Diels (Die Fragmente der Vorsokratiker, Berlin 1903, I, p.15):

Anfang der Dinge ist das Unendliche (apeiron). Woraus aber die Geburt ist, dahin geht auch ihr Sterben nach der Notwendigkeit. Denn sie zahlen einander Strafe und Buße für ihre Ruchlosigkeit nach der Zeit Ordnung (Fragment A 9).

Een modernere Nederlandse vertaling luidt:

Het begin van de wezens is het Onbegrensde; en van waaruit het leven van de wezens voortkomt, daarin voltrekt zich ook hun vernietiging, volgens noodzakelijkheid, aangezien ze allemaal, de een aan de ander, de straf en boete van de ongerechtigheid betalen, naar de regel van de tijd.
— Luciano de Crescenzo, Geschiedenis van de Griekse filosofie, I, p.38; Amsterdam 1986)

Het is Friedrich Nietzsche geweest die dit fragment weer aan eeuwenlange vergetelheid (met Hegel als kleine uitzondering) ontrukte in de voordracht Die vorplatonische Philosophen mit Interpretation ausgewählter Fragmente aan de universiteit van Bazel in 1870.

## In muziek
De componist Johannes Maria Staud heeft zijn compositie gebaseerd op dit begrip.